# Лос Анджелис Лейкърс
„Лос Анджелис Лейкърс“ (на английски: Los Angeles Lakers – езерняците от Лос Анджелис) е професионален баскетболен отбор в НБА от град Лос Анджелис, Калифорния. Играят домакинските си мачове и се подготвят в Стейпълс център, зала, която делят с друг отбор от НБА – Лос Анджелис Клипърс и още няколко други градски отбора в различни видове спорт.

## История
През 1947 г. Бен Бергър и Морис Чалфън купуват наскоро разпадналия се отбор Детройт Джемс (Detroit Gems) за „Националната баскетболна лига“ (NBL) за паричната сума от $15,000 от собственика му Маури Уинстън. Спортният журналист от Минеаполис Сид Хартмън играе ключова рола зад кулисите в сключването на сделката и създаването на новия тим. Вдъхновен от прозвището на Минеаполис „Земята на 10,000 езера“ към името на отбора е прибавено Лейкърс (Lakers), което значи Езерняците. Хартман помага за наемането на Джон Къндла от колежа „Св. Томас“ за техен първи треньор, като организира среща с него и ръководството и хонорара на треньора.
Лейкърс има утвърден състав, който включва нападателя Джим Полард, капитана Херм Шефер и централния защитник Джордж Майкън, които стават най-главните играчи в НБЛ. През първия сезон те водят с рекордния резултата 43–17. По-късно печелят шампионата на НБЛ за сезона.
През 1948 г. Лейкърс се местят от НБЛ в „Баскетболната асоциация на Америка“ (БАА) (Basketball Association of America (BAA)). Микън бележи средно 28.3 точки на всяка игра, което е рекорд за новата асоциация. На финала се изправят срещу Уошингтън Кепитълс, които са победени с четири на два сета. Следващият сезон отборът подобрява резултата си с 51–17 и взима отново победата.
Минеаполис Лейкърс печели 5 шампионски титли на НБА (1949 – 50, 1952 – 54), воден от легендарния си център Джордж Майкан. След оттеглянето на Майкан в средата на 50-те години, отборът губи популярност в Минеаполис, което кара собствениците му да го преместят в Лос Анджелис през 1960 г.
Въпреки че през 60-те години в Лос Анджелис Лейкърс играят някои от най-големите звезди на НБА – Джери Уест (който е изобразен и на логото на лигата), Елджин Бейлър, Уилт Чембърлейн и Гейл Гудрич, отборът успява да спечели само 1 шампионска титла (1972). През този сезон Езерняците печелят и 33 поредни победи, което е абсолютен рекорд в историята на всички американски професионални спортни лиги.
В средата на 70-те години в Лос Анджелис идва най-голямата звезда на НБА – Карийм Абдул-Джабар, но Езерняците успяват да се върнат на финалите и да спечелят отново титлата едва през 1980 г., когато в отбора и лигата дебютира Меджик Джонсън. Начело с Меджик, Карийм, Джеймс Уорти и треньора Пат Райли, Езерняците играят може би най-красивия баскетбол в историята на лигата, донесъл им прякора Show Time (Време за шоу), както и още 4 шампионски титли (1982, 1985, 1987 – 88) и 4 загубени финала през 80-те години.

## Нова ера
В началото на новия век триото Шакил О'Нийл, Коби Браянт и треньора Фил Джексън отново връщат Лос Анджелис Лейкърс на върха в лигата. Езерняците печелят три пъти поред титлата в НБА (2000 – 02), но през 2004 г. изненадващо губят на финала от Детройт Пистънс. Загубата слага край на ерата на Шак в Лос Анджелис и той е продаден на Маями Хийт след сканадал със съотборника си Коби Брайънт.

## Успехи
Езерняците имат общо 17 шампионски титли в НБА – споделен рекорд с Бостън Селтикс. Лос Анджелис държи рекорда за най-много финали в лигата (28), както и най-много победи през редовните сезони в историята на НБА.

## Съперници
Съперничеството между Бостън Селтикс и Лейкърс е едно от двете най-важни и знакови баскетболни вражди в историята на НБА. Наричано е „най-доброто съперничество в НБА“.